# Т-80У
Т-80У (індекс ГБТУ — Об'єкт 219АС) — радянський основний бойовий танк родини Т-80. Виготовлявся з 1985 року у Ленінграді та Омську, а у Харкові виготовляли Т-80УД (Об'єкт 478Б) — версію Т-80У з дизельним, а не газотурбінним двигуном. Т-80У та УД були найпотужнішими танками СРСР.[⇨]
Порівняно з попередніми моделями Т-80Б/БВ, танк Т-80У отримав систему керування озброєнням 1А45 «Іртиш», комплекс керованого озброєння 9К119 «Рефлекс» і вбудований динамічний захист «Контакт-5»; через це маса бойової машини зросла з 43,7 до 46 тонн. Всього було виготовлено кілька сотень одиниць T-80У. Вони перебувають на озброєнні Кіпру, Південної Кореї, Росії, а з 2022 року — і України.
Після розпаду Радянського Союзу Т-80У отримав розвиток у Росії, а Т-80УД серійно виготовлявся в Україні на експорт і ліг в основу українських Т-84.
Танк брав епізодичну участь у війні на сході України 2015 року. Під час російського вторгнення 2022 року в Україну російські підрозділи, оснащені Т-80У, зазнали великих втрат, значна кількість танків стала українськими трофеями.[⇨]

## Історія

### Передумови
1976 року новопризначений міністр оборони СРСР Дмитро Устинов наполіг на тому, щоб танк Т-80 («Об'єкт 219») прийняли на озброєння та запустили до малосерійного виготовлення. Таким чином, у серійному виробництві одночасно перебували танки Т-64, Т-72 та Т-80, тому Устинов прагнув уніфікувати виробництво і почав це втілювати з виходом на пенсію головного конструктора ХКБМ Олександра Морозова в травні 1976.
Тим часом у ХКБМ з 1974 року працювали над «Об'єктом 476» (або «Виріб 9А»), який був суттєво модернізованим Т-64Б з дизельним двигуном 6ТД-1, новою баштою та системою керування вогнем танка 1А45 «Іртиш» з прицілом 1Г46. Ця модифікація також мала нове покоління комбінованої броні. Своєю чергою, НДІ Сталі мав два нових варіанти такого захисту: броня з «відбивними пластинами» (рос. броня с отражающими пластинами) для Т-72Б і з «комірчастим наповнювачем» (рос. броня с ячеистым наполнителем) для «Об'єкта 476»; остання була дорожчою та сучаснішою. Крім того, 1976 у ХКБМ створили ескізний проєкт «Об'єкта 478», що був «476» з ходовою частиною від Т-80.
1976 року закладено створення наступної модифікації до 1980 року. 1977 року задано її тактико-технічні характеристики, що містили систему керування вогнем 1А33 «Об», нічний приціл ТПН-4С «Буран-ПА», спостережний пристрій командира «Агат-С», комплекс керованого озброєння 9К112 «Кобра» та посилене бронювання. Одночасно з тим проводились роботи з доведення Т-80 до рівня Т-64Б, і 1978 року Т-80Б було прийнято на озброєння.

### Об'єкти 219А та 219В
Ідея уніфікації полягала в тому, щоб нову харківську башту поставити на шасі Т-80Б, після чого виготовляти в Харкові замість Т-64Б саме цей варіант, названий «Об'єкт 219А» або «Ольха». Цей танк також помилково називали «Т-80А», позаяк його не приймали на озброєння. Таким чином, новий головний конструктор ХКБМ Микола Шомін відповідав за бойове відділення танка з баштою та комплексом озброєння, а ЛКЗ під керівництвом Миколи Попова — за проєкт у цілому.

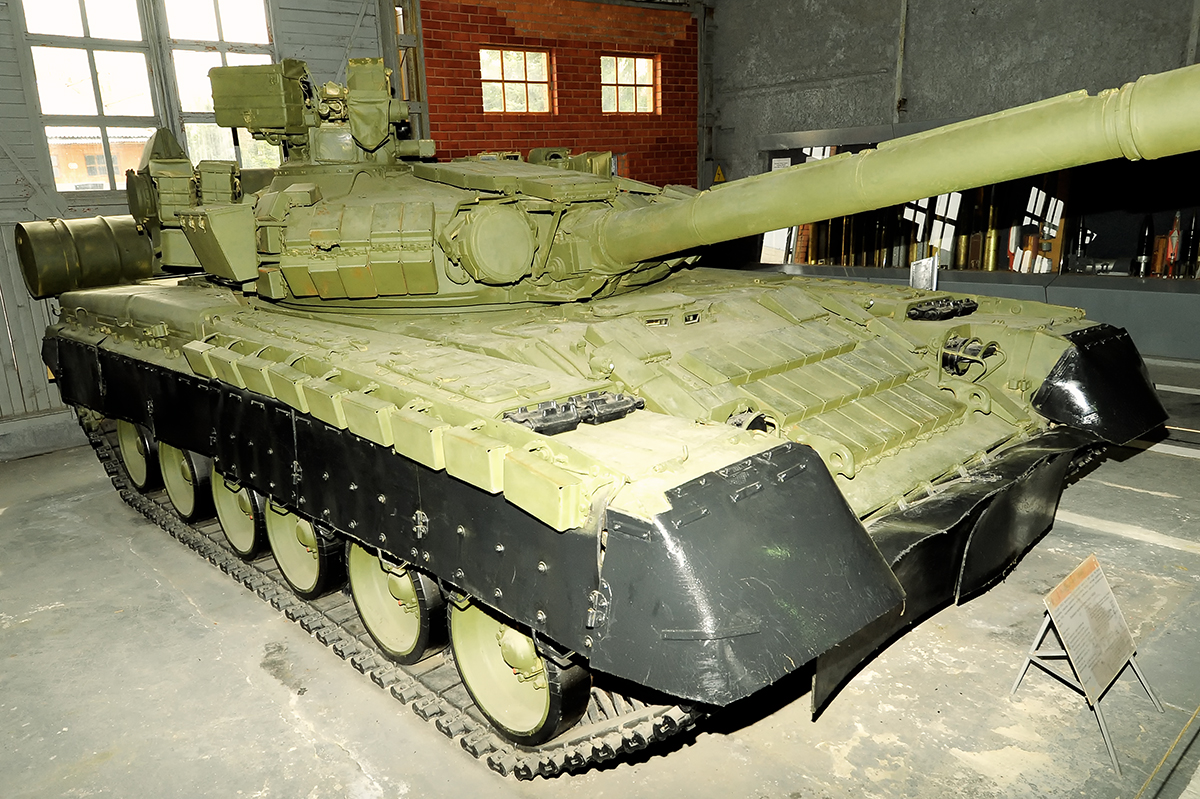
«Об'єкт 219А» в музеї в Кубинці

Постанова ЦК КПРС і Ради міністрів СРСР № 577—178 від 17 липня 1977 передбачала виробництво модифікованого Т-80 з газотурбінним двигуном (ГТД) на заводі імені Малишева (ХЗТМ) з 1983 року, для чого в Харкові мали з'явитися потужності для виробництва таких двигунів. Розробку ГТД доручили ЛНПО імені Клімова, виробництво мав здійснювати завод Малишева, а конструювання та документація лягали на ХКБД. Постанова найвищого керівництва країни зробила створення ГТД основним пріоритетом, тому розробку чотиритактного двигуна 124Ч зупинили, а двотактного 6ТД — скоротили. Передбачалось, що з 1980 року Харків буде серійно виготовляти власні газотурбінні двигуни ВГТД-1000ФМ потужністю 1250 к.с. Однак, опанування цього двигуна потребувало побудови нових цехів, підготування нових спеціалістів і часу.
Протягом 1979—1980 років було виготовлено та випробувано башти з новітньою комбінованою бронею. 1982 року «Об'єкт 219А» був готовий до випуску в Харкові, але його відклали через появу нових танкових керованих ракет і динамічного захисту. Не був готовий і харківський газотурбінний двигун ВГТД-1000ФМ, тому 1983 року вирішили зупинити роботи над ним і розгорнути на заводі імені Малишева освоєння форсованого двигуна ГТД-1100Ф потужністю 1200—1250, заснованого на серійному двигуні Т-80. Цей двигун був не менш проблемним для Харкова, оскільки суттєво відрізнявся від ВГТД і потребував налагодження процесу з нуля. Його приймання відбулось лише 1985 року.
1980 року ХКБД відвідав голова КПУ Володимир Щербицький, який теж скептично ставився до виробництва ГТД у Харкові. 1982 року на засіданні ЦК КПУ обговорювали невтішний поступ у ГТД, але КПУ не могла вплинути на виконання постанови найвищого керівництва держави.
Комплекс керованого озброєння 9К112 «Кобра» потребував заміни: він показав гарну влучність, однак дорого коштував і мав проблеми з надійністю. Для інтеграції форсованого двигуна ГТД-1000ТФ, новітньої керованої ракети «Рефлекс» і системи керування вогнем 1А45 було створено «Об'єкт 219В». Деякі з 219А та 219В отримали динамічний захист «Контакт-1».

### Об'єкт 219АС і прийняття на озброєння
Динамічний захист «Контакт-1», який з 1982 року почали встановлювати на танки Т-80БВ, не був популярним серед військових: він додавав 1,2 тонни ваги та захищав лише від кумулятивних боєприпасів, але не від БОПСів, які набули поширення на західних танках. СРСР отримав захоплені ізраїльські 105-мм підкаліберні снаряди M111, і випробування показали, що цей боєприпас пробиває в лоб Т-72 і Т-80. Щоб захиститись від цього, на верхню лобову деталь Т-80Б додали 20-мм лист броні, а НДІ Сталі пришвидшив розробку динамічного захисту наступного покоління, здатного протистояти підкаліберним снарядам.
Напрацювання «об'єктів» 219А та 219В разом з «Контактом-5» лягли в основу нового зразка «Об'єкт 219АС». Перші 20 передсерійних зразків було виготовлено наприкінці 1983 року, з них 8 одразу вирушили на полігонні випробування. 1983 року танк був готовий, 1985 року — прийнятий на озброєння як Т-80У, а 1987 року — пішов у серійне виробництво на ОЗТМ (за іншими даними: з 1989 на ЛКЗ і з 1991 на ОЗТМ).
Хоча Устинов й домігся виробництва харківських Т-80У з калузькими ГТД, цей процес був дуже повільним, і зрештою від нього відмовились на користь дизельного Т-80УД. Всього в Харкові виготовили 45 Т-80У.

### Т-80УД
Через проблеми зі створенням і опануванням газотурбінних двигунів у Харкові вище керівництво 1981 року дозволило розробку Т-80У з резервним двигуном 6ТД-1, який протягом усього цього часу активно просували харківські конструктори. Цей танк мав індекс «Об'єкт 478Б».
Смерть Устинова наприкінці 1984 року дозволила більш вільно займатись дизельним танком, а в січні 1985 року заступник нового міністра оборони Віталій Шабанов вперше визнав, що Міноборони весь час вело дві паралельні лінії — ГТД і дизель. При цьому саме харківський 6ТД був найбільш досконалим і готовим до виробництва. Постановою від 2 вересня 1985 року запущено серійне виробництво «Т-80У з двигуном 6ТД», а виробництво танкових ГТД завершено. До кінця 1985 року в Харкові зібрали перші 5 танків «Об'єкт 478Б», 1986 року їх було запущено в серію, а 1987 року прийнято на озброєння СРСР під позначенням Т-80УД. Освоєння Т-80УД завершило епоху Т-64, останній з яких вийшов із цеху 27 грудня 1987 року.

### Після розпаду СРСР

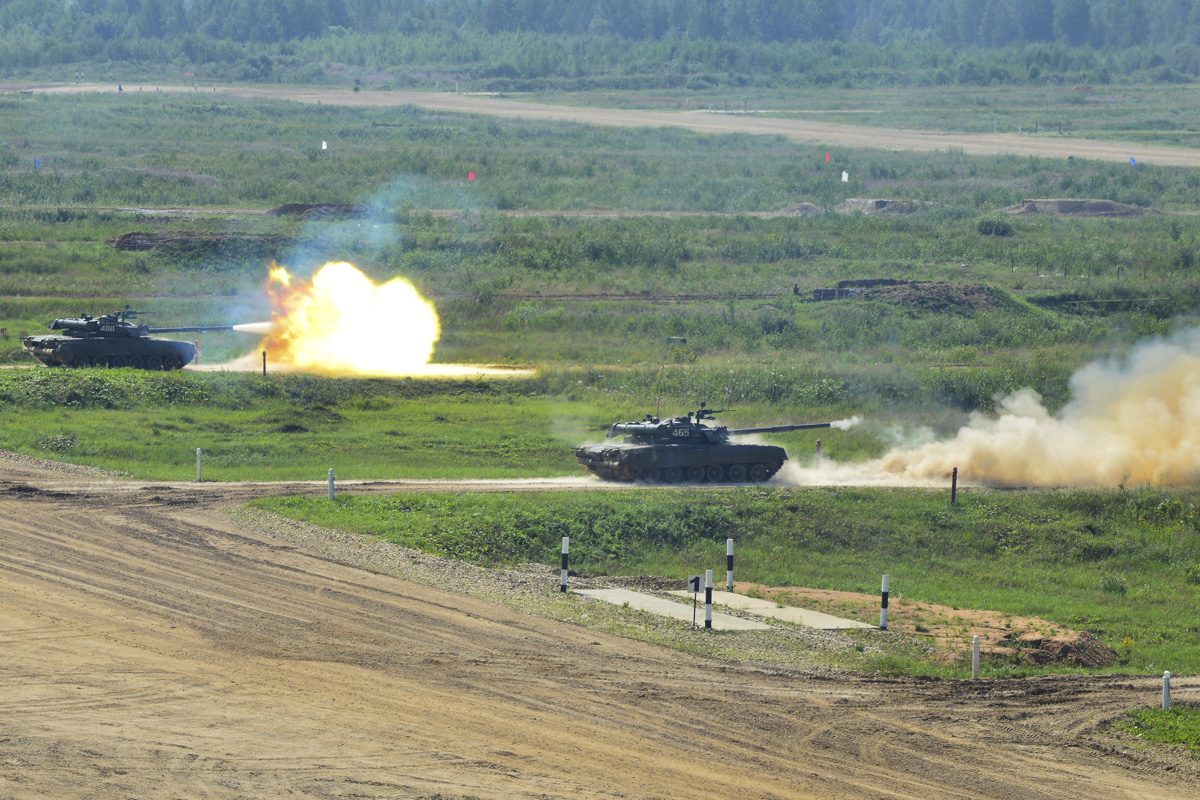
Т-80У ведуть вогонь на полігоні

ЛКЗ після розпаду СРСР був неактивним, а ОЗТМ продовжував вести роботу над Т-80У. На залишках радянських коштів завод розробив командирський Т-80УК («Об'єкт 630А») з покращеним нічним прицілом «Агава», комплексом оптико-електронного придушення «Штора-1», додатковим радіо для командира та навігаційною апаратурою. Також завод розробив низку варіантів з активним захистом.
Втрати танків Т-80БВ у Першій російсько-чеченській війні склали погану репутацію сімейству Т-80. Хоча реальними причинами були відсутність адекватного планування, невдала тактика застосування та брак навченості екіпажів, саме на конструктивні недоліки Т-80 посилався міністр оборони РФ Павло Грачов, розповідаючи про причини провалу в штурмі Грозного.
Висока вартість танка Т-80У та його експлуатації, порівняно з Т-72 і Т-90, не сприяли ані експорту, ані популярності всередині країни; до того ж конкуренцію Т-80У складали українські Т-80УД і Т-84. Уралвагонзавод (УВЗ) скористався можливістю, перейменувавши Т-72БУ на Т-90 і розпочавши його рекламну кампанію, і вже 1996 року саме його ЗС РФ обрали своїм майбутнім танком. Втім, до 2005 року російська влада не фінансувала нові танки. УВЗ тримався за допомогою більшого експорту й виробництва залізничного устаткування, а ОЗТМ зрештою збанкрутував 2006 року.

## Опис

### Компонування
Т-80У зберігає компонування Т-80 із моторно-трансмісійним відділенням у задній частині, бойовим відділенням посередині та відділенням керування в передній частині.

### Захист
Лобова броня башти комбінована, принципово сучасніша за броню попередніх танків. На Т-80У застосовано броню з «комірчастим наповнювачем» (рос. броня с ячеистым наполнителем), що складається з металевих комірок, заповнених поліефіруретаном. Комбінована броня башти має зовнішній шар сталі завтовшки 60—85 мм і внутрішній завтовшки до 190 мм. Між ними розташовані два шари комірчастих елементів, розділені 20-мм сталевою пластиною. Між наповнювачем і внутрішньою бронеплитою башти встановлено 80-мм плиту з твердої сталі БТК-1. Наповнювач реалізує принцип напівактивної броні, використовуючи для захисту енергію засобу ураження: енергія кумулятивного струменя переходить у кінетичну енергію середовища, після чого повторно взаємодіє з кумулятивним струменем, послаблюючи його. Порівняно зі склопластиком, такий захист зменшує габарити й масу на 15 і 30 % відповідно, а порівняно з монолітною сталлю — на 60 % маси за подібних габаритів. Лобова броня корпуса залишилась п'ятишаровою з двома склопластиковими панелями, як у Т-80БВ.

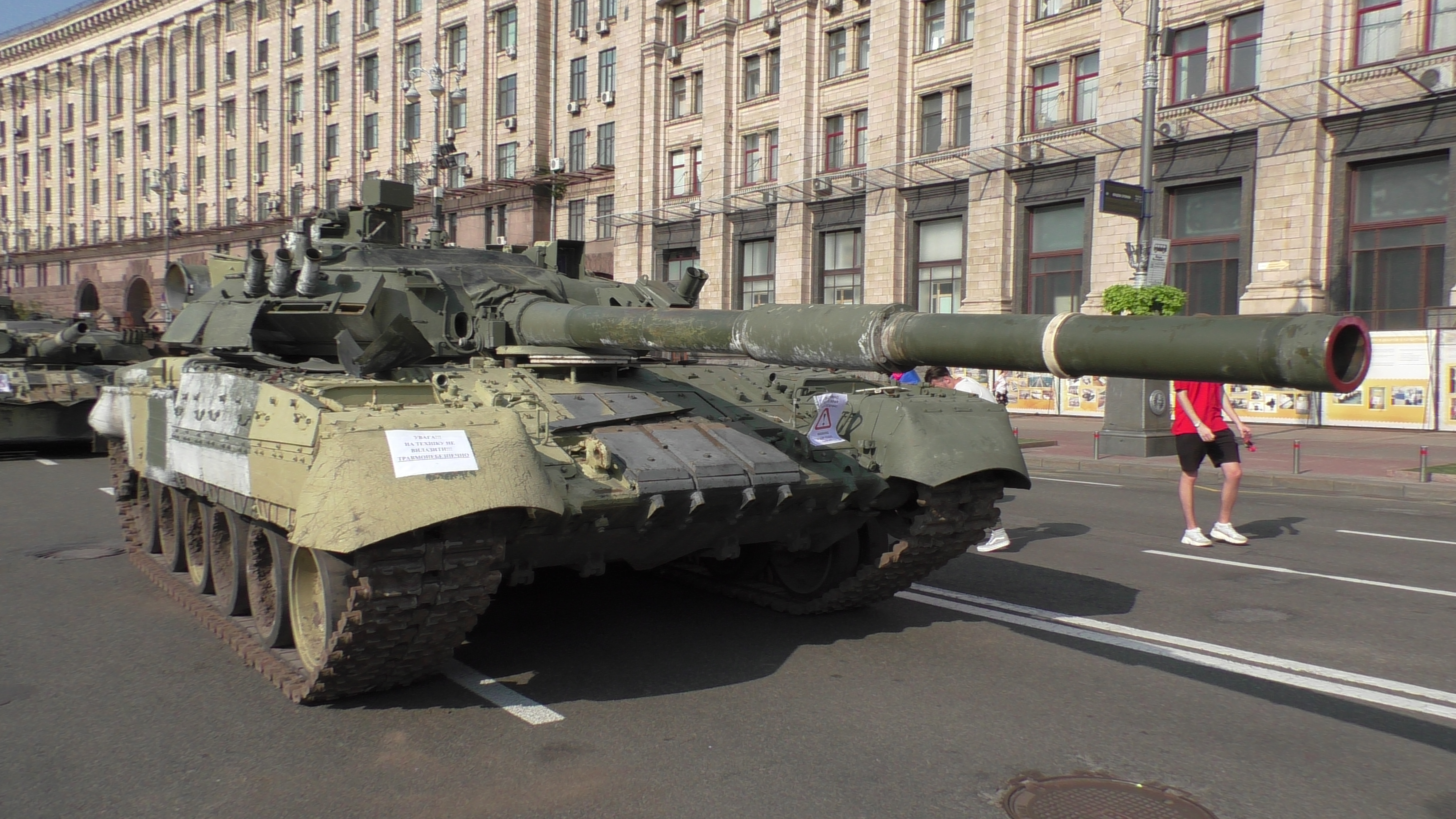
Підбитий Т-80У, на якому можна побачити клиноподібне розміщення блоків «Контакту-5» та відкриті касети для встановлення вибухових пластин.

Т-80У обладнаний вбудованим динамічним захистом (також називається ДЗ другого покоління) «Контакт-5», який здатний ефективно протистояти ураженню кумулятивними снарядами, а завдяки товстій метальній пластині знижує ефективність підкаліберних снарядів. Через значну вагу елементи захисту мали встановлюватись на заводі під час виготовлення або капітального ремонту. Динамічний захист розташований на лобі та бортах корпуса, на лобі, бортах і даху башти.
Для захисту від зброї масового ураження танк має систему, що за сигналом датчиків герметизує танк і створює незначний надлишковий тиск. Броня також має підбій і надбій з водневмісними полімерами з додаванням свинцю, літію та бору.
За російськими заявами, лобова броня башти Т-80У надає захист 780 мм і 1320 мм RHAe для підкаліберних і кумулятивних боєприпасів відповідно, тому в межах курсового кута 35° Т-80У захищений від більшості масових кумулятивних засобів ураження.

### Озброєння

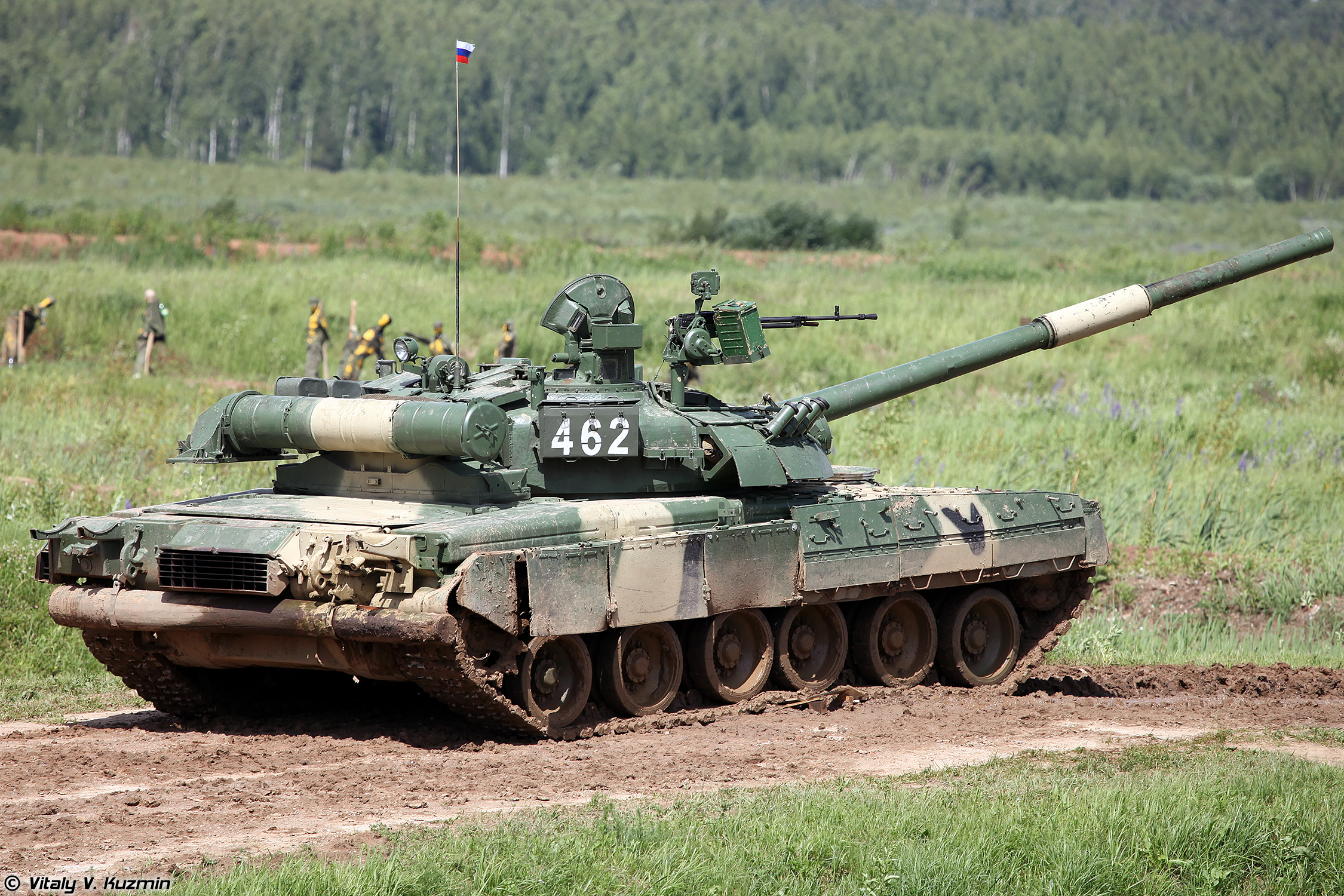
Задньо-бічна проєкція танка. На башті видно винесену стійку з кулеметом, командирський прилад спостереження ТКН-4С та ОПВТ на задній частині башти.

Т-80У озброєний 125-мм гладкоствольною танковою гарматою, пусковою установкою 2А46М-1 з двоплощинним стабілізатором 2Е42 (рос. 2Э42), теплозахисним кожухом та пристроєм вбудованого контролю вивірення прицілу навідника. Механізм обертання башти замінено з електрогідравлічного на електромеханічний.
Кероване озброєння представлене комплексом 9К119 «Рефлекс». На відміну від радіокерованої ракети 9М112 у Т-80Б, 9М119 керується за допомогою лазерного променя, випромінювач якого входить до прицілу 1Г46. Порівняно з 9М112, дальність пострілу зросла з 4 до 5 км, а бронепробиття — з 600 до 700 мм сталевого еквівалента.
Танк має спарений з гарматою кулемет ПКТ і зенітний кулемет НСВТ. Установка зенітного кулемета відрізняється від попередніх радянських основних бойових танків, включно з Т-80Б. Кулемет встановлюється на одну з трьох стійок, розташованих біля командирської башточки з різних боків. При цьому командиру необхідно вилізти з люка для ведення вогню.

### Прилади прицілювання та спостереження
Для керування озброєнням використовується система керування вогнем танка (СКВТ) 1А45 «Іртиш», що дозволяє навіднику та командиру проводити незалежний пошук цілей та ведення вогню, а також розраховує кути піднесення й випередження на основі даних із давачів, швидкості танка та цілі, атмосферних показників тощо. Приціл 1Г46 у складі 1А45 має лазерний віддалемір і канал керування ракетою. В темну пору доби використовується активно-пасивний нічний приціл зі стабілізованим полем зору ТПН-4 «Буран-ПА». На Т-80УК 1992 року встановлюється тепловізійний приціл «Агава-2», яким може користуватись і командир за допомогою спеціального каналу. Дальність виявлення цілей через нічний приціл складає 1200 м у пасивному і 1500 м в активному режимах відповідно.
Для спостереження за полем бою командир використовує комбінований денний і нічний прицільно-спостережний комплекс ПНК-4С зі спостережним пристроєм ТКН-4С «Агат-С». Дальність спостереження вночі складає 800 і 1200 м у пасивному й активному режимах відповідно. Порівняно з попередником, ТКН-3, він оснащений стабілізованим у вертикальній площині полем зору та більшою кількістю виведеної інформації. Режим «дубль» дозволяє командиру самостійно навести гармату на ціль і вести вогонь, повністю беручи контроль над озброєнням у свої руки. У ТКН-4 також вбудований оглядовий перископ без збільшення.

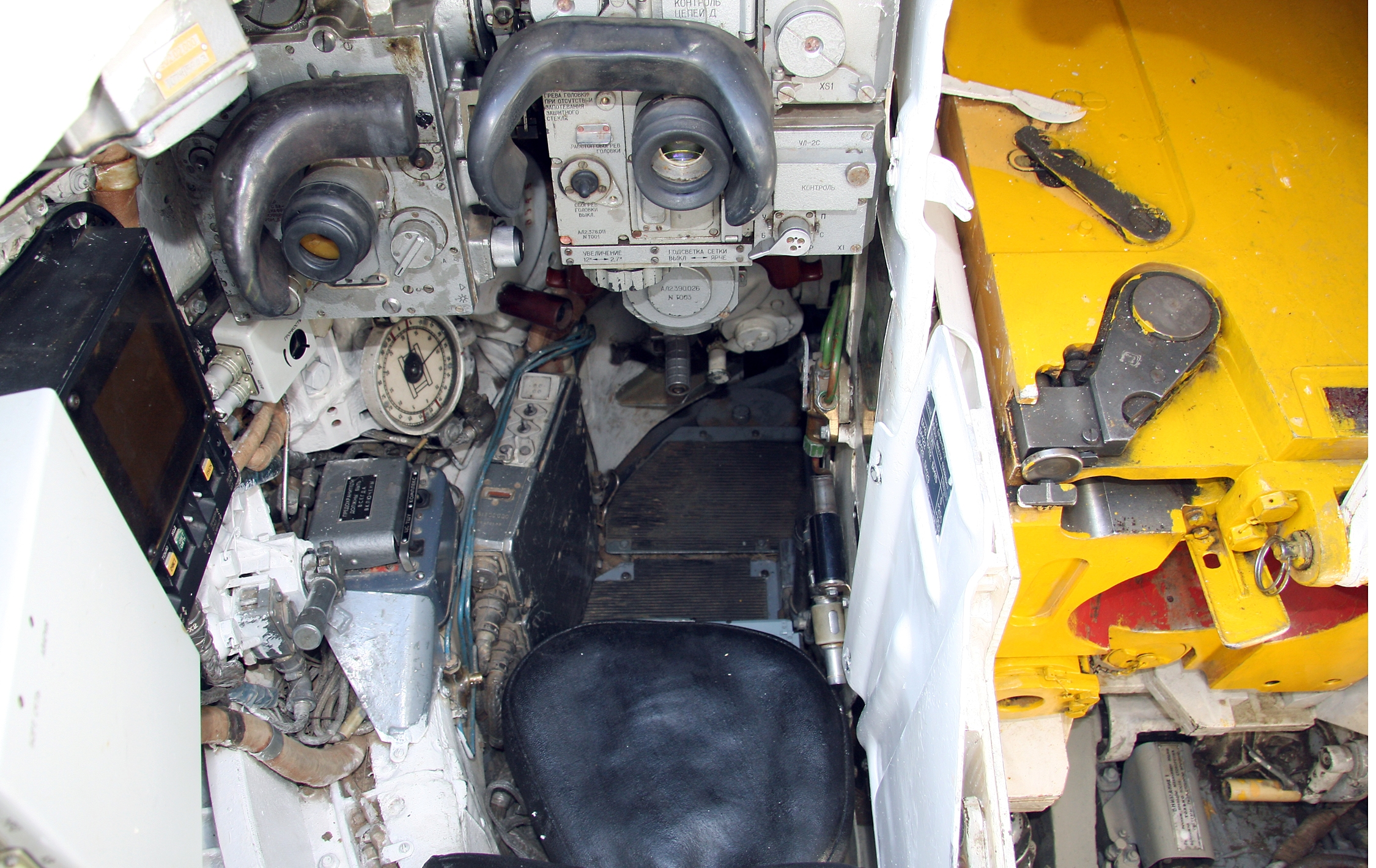
Місце навідника Т-80У. По центру денний приціл 1Г46, ліворуч нічний приціл «Буран-М».
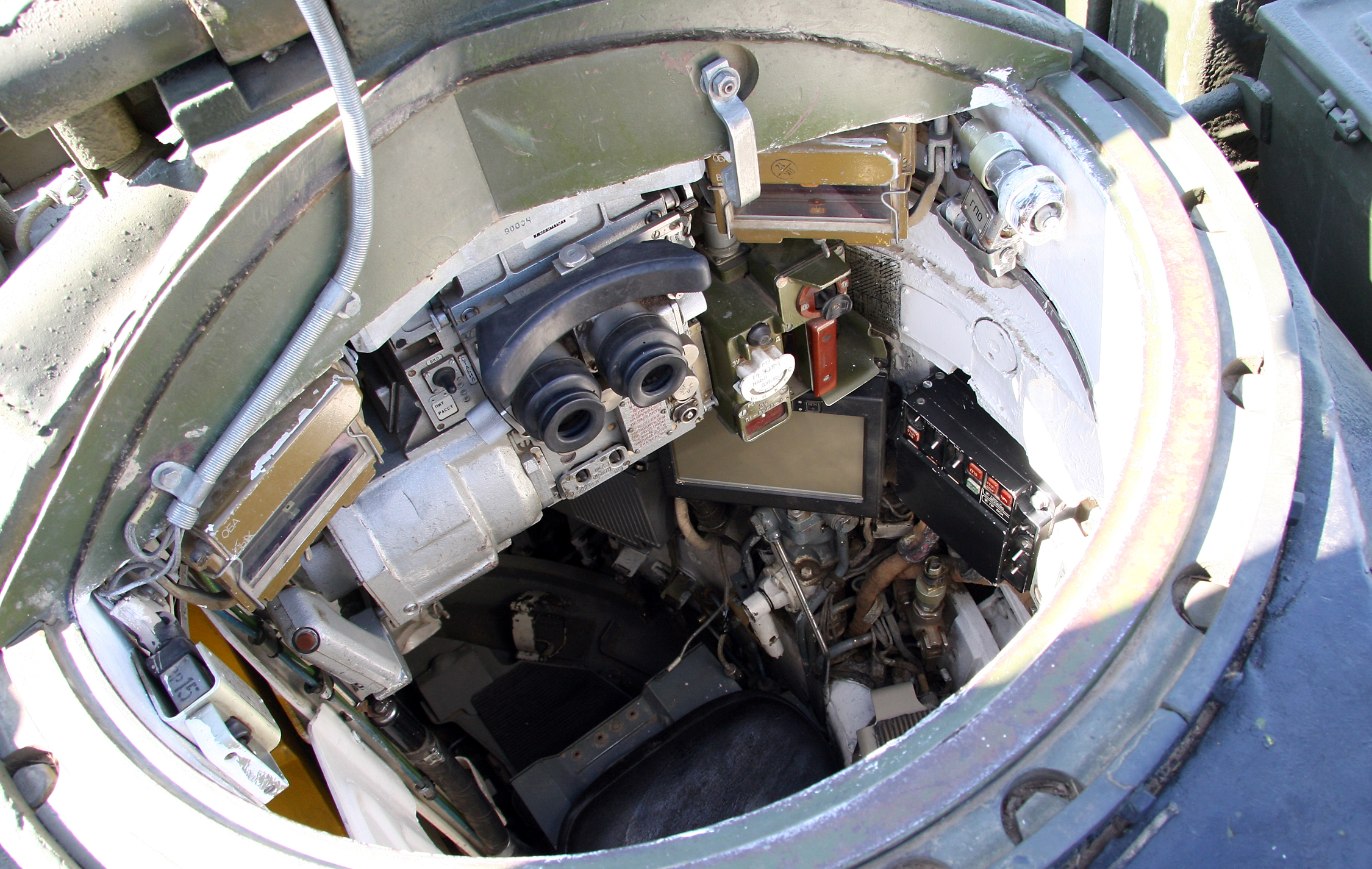
Місце командира. По центру спостережний пристрій ПНК-4С
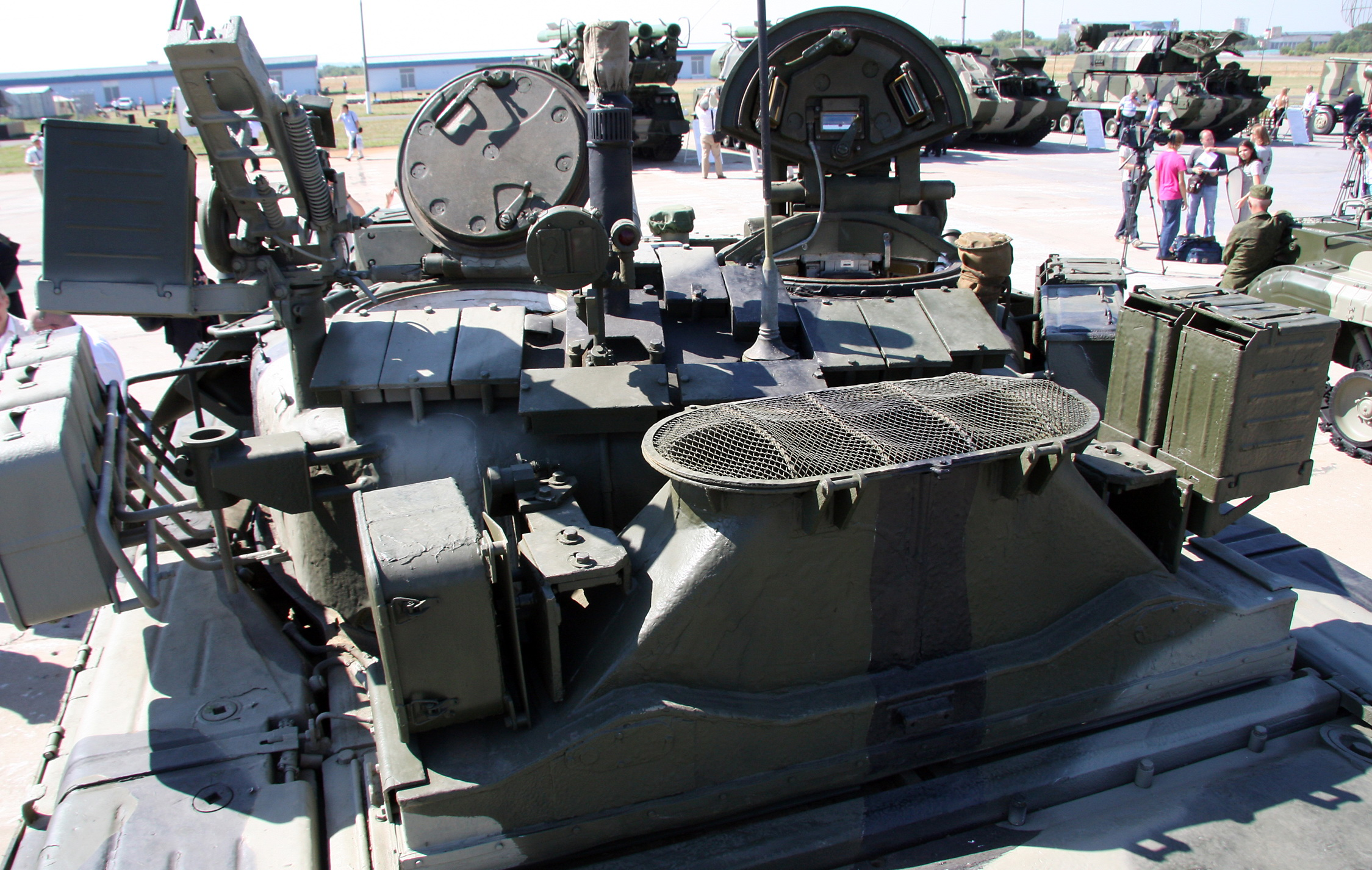
Вид на башту ззаду. Видно ОПВТ (ближній план), блоки динамічного захисту, давач вітру (чорний)

### Двигун і ходова
Як і попередні Т-80Б/БВ, танк обладнаний газотурбінним двигуном ГТД-1000ТФ потужністю 1100 к.с.; з 1990 року встановлювався ГТД-1250 (1250 к.с.). Висока питома потужність (23,9 або 27,2 к.с./т залежно від двигуна) була найвищою з усіх танків світу станом на 2000 рік, і на демонстраціях часто показували танковий стрибок, за що Т-80У прозвали «летючим танком».
Ходова частина в цілому аналогічна Т-80.

### Інше обладнання
Танк має додатковий електроагрегат ГТА-18А, термодимову апаратуру, систему поставлення димової завіси 902Б «Туча», обладнання для самоокопування, кріплення для протимінного трала КМТ-6 та обладнання для підводного водіння танка (на пізніх версіях це «Брод» або «Брод-М»).
Радіостанцію Р-123 замінено на ультракороткохвильову симплексну Р-173, що працює одночасно в режимі прийому та передавання. Також наявний танковий перемовний пристрій.

Для підвищення ймовірності виживання на полі бою танк має автоматичну протипожежну систему 3ЕЦ13 «Іней» (рос. 3ЭЦ13 «Иней»).

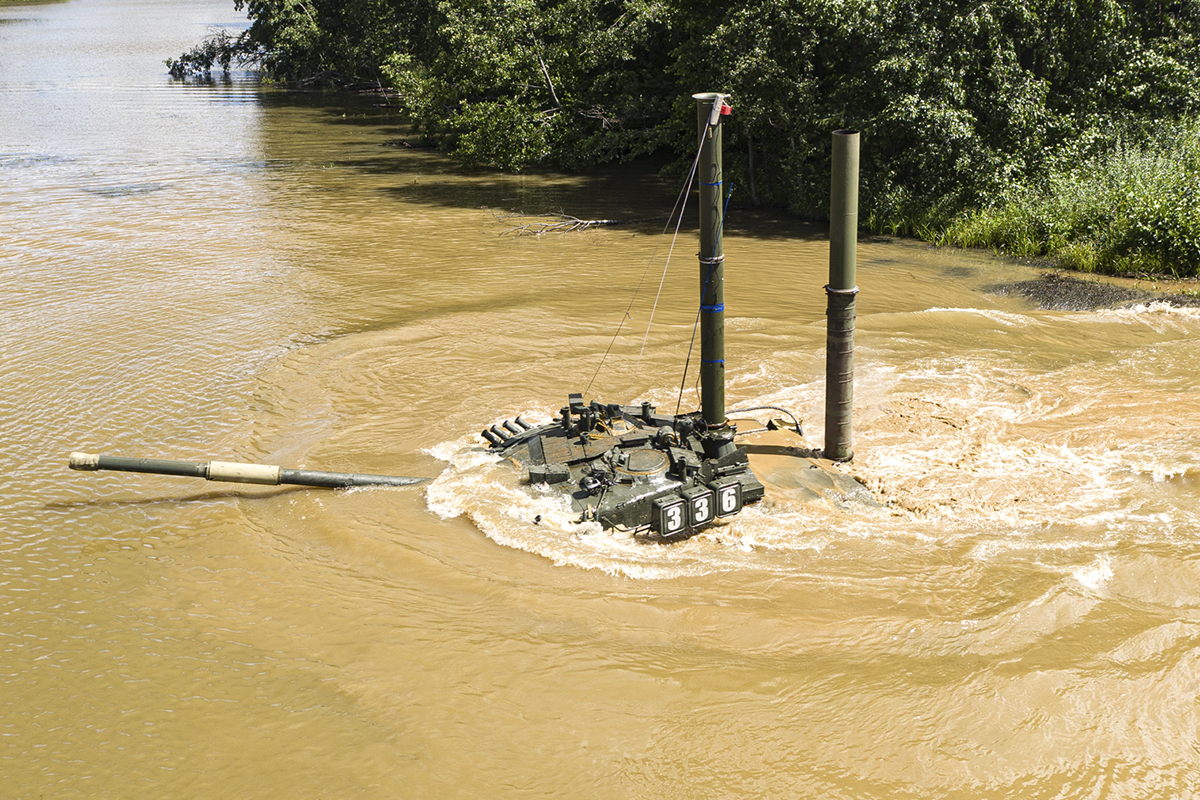
Подолання водної перешкоди з ОПВТ
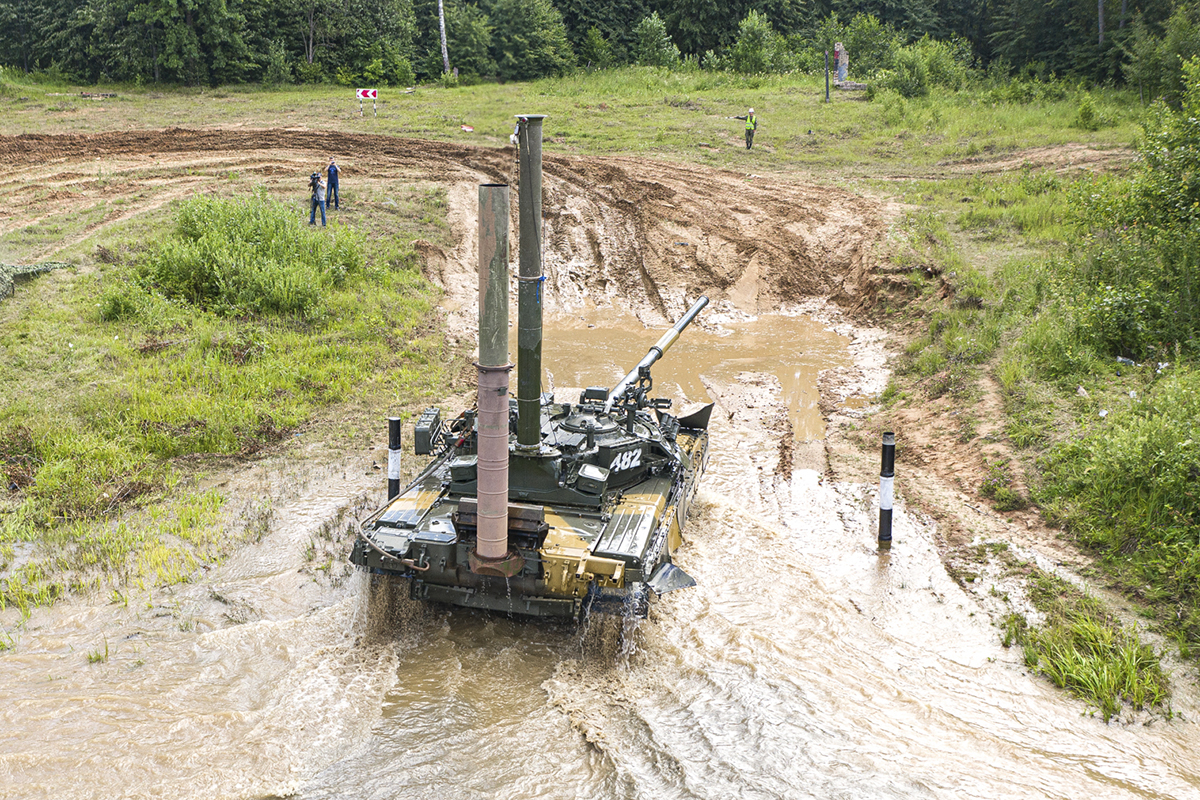
Вид на ОПВТ ззаду
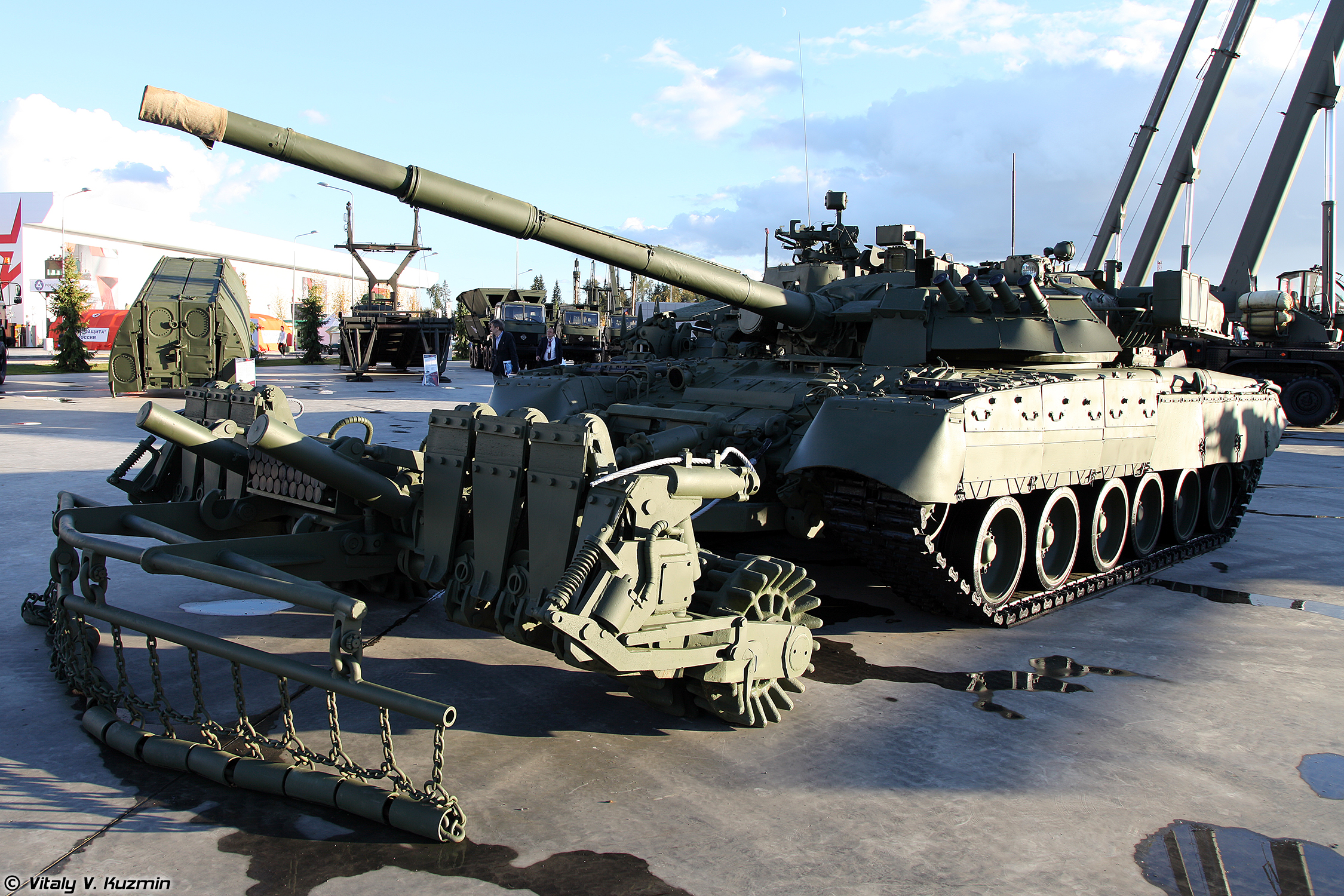
Мінний трал ТМТ-К

### Камуфляж
Наприкінці 1980-х років Радянська армія почала застосовувати триколірну схему, подібну до тогочасної американської. Схема складалась із темно-зеленого основного кольору та включень сіро-жовтої й чорної емалі ХС-5146. У таких кольорах танки надходили й на експорт, зокрема, до Кіпру.

## Характеристики
Характеристики танка Т-80У:
|  | - Бойова маса: 46 тонн - Довжина з гарматою: 9556 м - Довжина корпусу: 7012 - Ширина корпусу: 3603 мм - Висота: 2202 мм - Гармата: 125-мм 2А46М-1 - Кероване озброєння: 9К119 «Рефлекс» - Бойова швидкострільність: 6—8 пострілів/хв - Максимальна прицільна дальність за допомогою приціла-далекоміра 1Г46: - бронебійний підкаліберний: 4000 м - кумулятивний: 4000 м - осколково-фугасний: 5000 м - керований: 4000 м - Максимальна прицільна дальність за допомогою нічного приціла ТПН-4С «Буран-ПА»: - в активному режимі: 1500 м - в пасивному режимі: 1200 м - Максимальна дальність стрільби (ОФ): 10 000 м | - Двигун: газотурбінний, ГТД-1000ТФ або ГТД-1250 - Потужність двигуна: 1100 або 1250 к.с. - Питома потужність: 23,9 або 27,2 к.с./т - Максимальна швидкість руху: 65—70 км/год - Запас ходу: 400 км - Середній питомий тиск на ґрунт: 0,865 кгс/м² - Максимальний кут підйому: 32° - Максимальний кут крену: 30° - Подолання перешкод: - ширина рова: 2,85 м - висота вертикальної стінки: 1,0 м - глибина броду: 1,8 м (без підготовки) - глибина з ОПВТ: 5 м |

## Бойове застосування

### Війна на сході України
У ході війни на сході України деякі підрозділи російських сил вторгнення з танками Т-80 перебували на території України. У звіті за 23 січня 2015 року СММ ОБСЄ зафіксувала 6 танків Т-80 біля Макіївки, які рухалися трасою Н21 на захід до Донецька. Це відбувалося поблизу битви за Дебальцеве; за ідентифікацією спільноти «ІнформНапалм», це була рота Т-80У 4-ї Кантемирівської танкової дивізії.

### Російське вторгнення в Україну (з 2022)

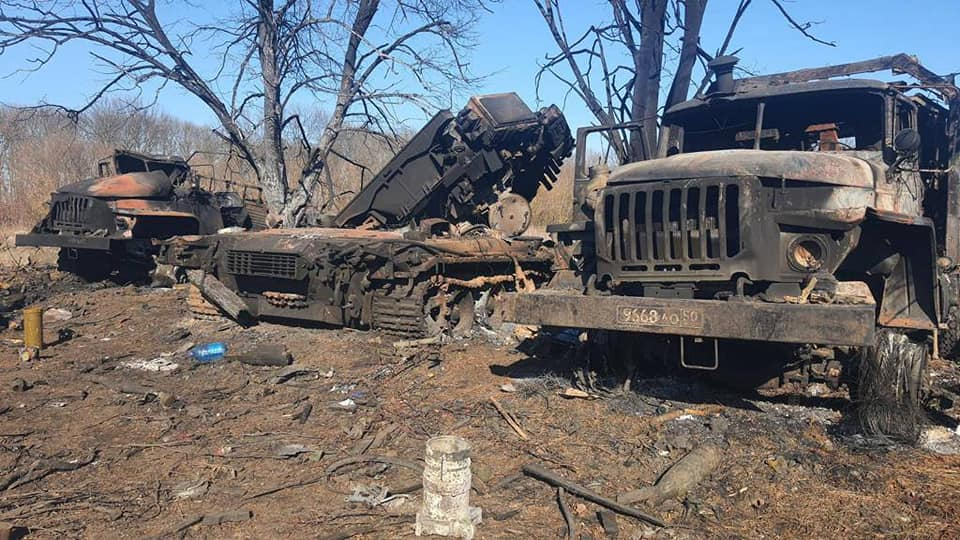
Знищений унікальний Т-80УМ2 під Тростянцем, березень 2022.

4-та Кантемирівська танкова дивізія, оснащена сучасними Т-80, зазнала важких втрат на початку вторгнення. Її розгром мав й символічне значення, оскільки це з'єднання вважалося елітним. У ході Слобожанського контрнаступу ЗСУ Кантемирівська дивізія знову зазнала тяжких втрат і втратила боєздатність. Сумарна кількість втрачених Т-80У від початку вторгнення склала приблизно 90 одиниць, з яких близько половини потрапили до Сил оборони України та згодом використовувались проти росіян. За даними IISS, протягом року вторгнення Росія втратила близько 2/3 наявних Т-80БВ/У.
У березні 2022 року в Сумській області в результаті українського артилерійського удару було знищено єдиний прототип Т-80УМ2 з комплексом активного захисту «Дрозд». Танк перебував на озброєнні Кантемирівської дивізії. За кілька тижнів до початку повномасштабної війни такий танк був помічений на навчаннях у Білорусі. Крім того, українським військовим вдалось захопити майже неушкодженим рідкісний командирський Т-80УК і ще один знищити. Таких танків було виготовлено всього кілька одиниць, усі вони перебували в 4-й танковій дивізії.
Станом на квітень 2024 року за даними Oryx відомо про такі втрати серед танків родини Т-80У (знищено/захоплено): 44/46 Т-80У, 1/1 Т-80УК, 3/4 Т-80УЕ-1 та єдиний відомий зразок Т-80УМ2. Також знищено 9 невстановлених моделей Т-80 і захоплено 2.

## Модифікації

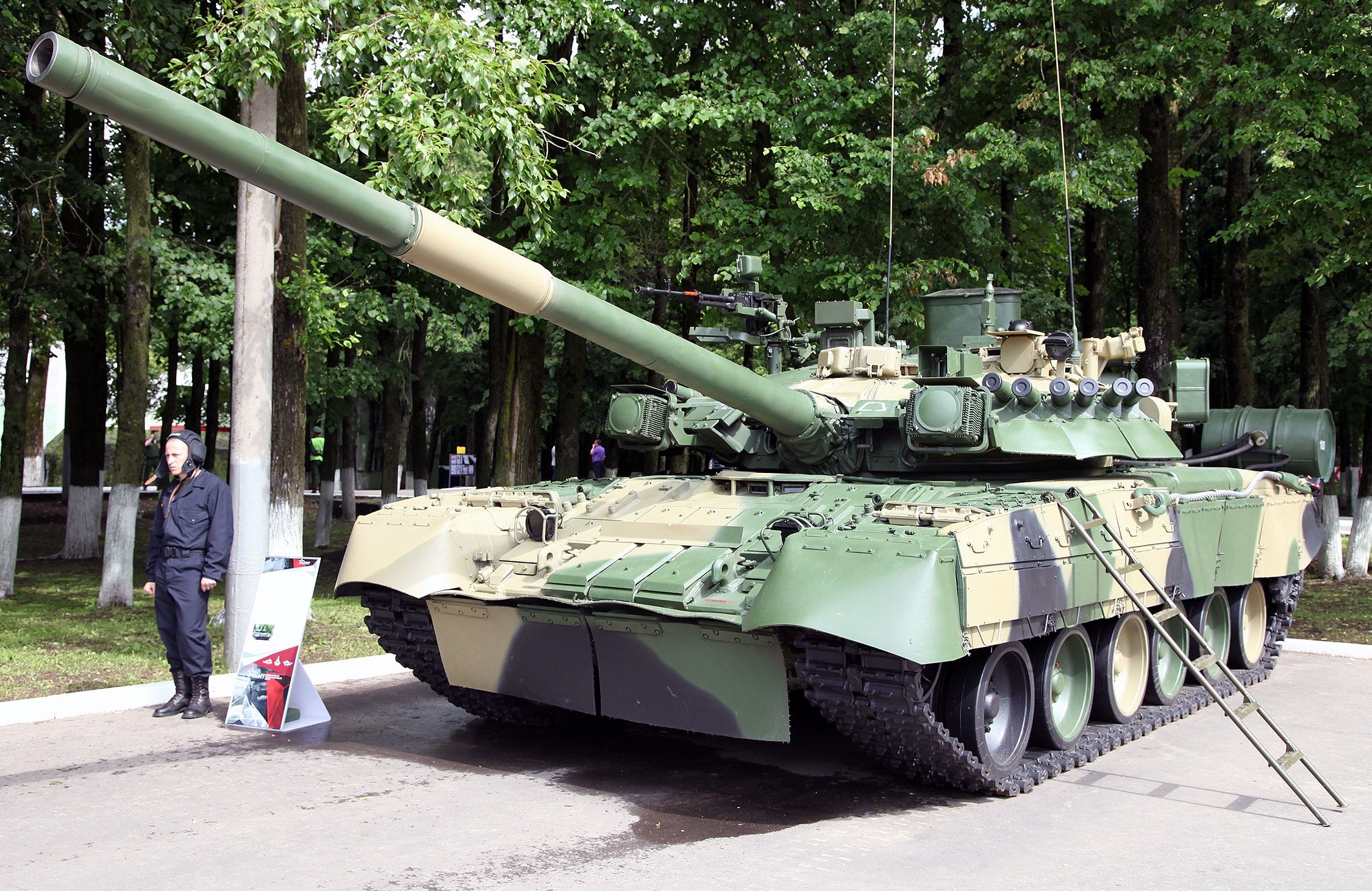
Т-80УК. На лобі башти видно придушувачі комплексу «Штора-1», на даху башти встановлено датчики лазерного опромінення.

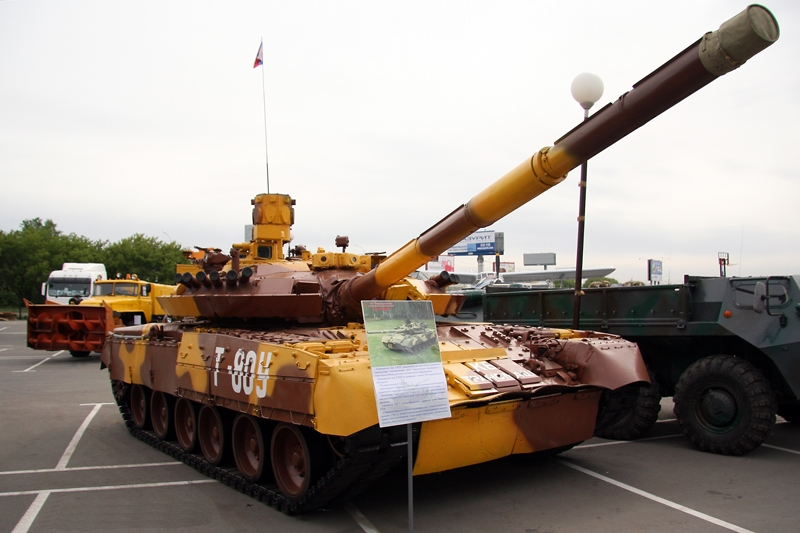
Т-80УМ-1 з комплексом активного захисту «Арена».

- Т-80У («Об'єкт 478АС») — основний серійний варіант з системою керування вогнем 1А45 і нічним прицілом ТПН-4 «Буран-ПА». З 1992 року виготовлялась версія, яку називають Т-80УМ, Т-80У(М) або Т-80У-М, з покращеними системою керування вогнем і захистом.[40]
  - Т-80УК («Об'єкт 630А») — серійний командирський варіант Т-80У, розроблений на початку 1990-х. Встановлені тепловізійний приціл «Агава-2», система «Штора-1», додаткова радіостанція, навігаційна система ТНА-4-3, система дистанційного підриву осколково-фугасних снарядів, автономна енергоустановка АБ-1-П28 (1 кВт) і короткохвильова радіостанція.[19][18][22] Вперше продемонстрований на IDEX-1995.[41]
  - Т-80УА — встановлені нова система керування вогнем 1А45-1 з тепловізійним прицілом ПК-5 «Буран-М», «Штора-1», система дистанційного підриву «Айнет», гармата 2А46М-4, давачі вітру й вигину ствола та оновлена електроніка. Механізм заряджання модифіковано для вогню потужнішими підкаліберними снарядами довжиною 740 мм. Також встановлено двигун ГТД-1250.[42]
  - Т-80УЄ (рос. Т-80УЕ) — варіант, подібний до Т-80УК, але без додаткової радіостанції та деяких інших покращень. Вперше показаний 1999 року.[43]
  - Т-80УМ-1 «Барс» (Об'єкт 219АС-М1) — варіант Т-80УМ з комплексами активного захисту «Штора-1» та «Арена».[19] Встановлений двигун ГТД-1250Г, гармата 2А46М-4, додатково обладнаний системами й комплексами «Штора-1», «Велиж», ТВН-5, Р-163-50У[19], Р-163УП[19], системою кондиціювання повітря.[44]
  - Т-80УМ-2 — дослідний варіант Т-80У з установкою комплексу активного захисту «Дрозд».[34]
- Т-80УД («Об'єкт 478Б») — серійний варіант Т-80У з дизельним двигуном 6ТД-1, що виготовлявся в Харкові.
- Т-80УЄ-1 (рос. Т-80УЕ-1; «Об'єкт 219АС-1») — поєднання бойового відділення (башти) Т-80УД та модернізованого корпусу Т-80БВ. Також встановлено двигун ГТД-1250.[42]
- «Чорний орел» («Об'єкт 640») — дослідний основний бойовий танк, створений 1999 року.

## Оператори

поточні оператори Т-80У
поточні оператори Т-80УД

### Поточні оператори
- Кіпр: Станом на 2024 рік 82 танки в строю.[45] 27 Т-80У та 14 Т-80УК було куплено в Росії в 1990-х. 2010 року Кіпр придбав ще 41 Т-80У та 4 БРЕМ-80У.
- Південна Корея: отримано 80 танків від Росії протягом 1995—2006 років.[18] 80 Т-80У станом на 2018, 40 Т-80У на озброєнні станом на 2020—2024 роки.[46][47]
- Росія: станом на 2024 рік 350 одиниць Т-80БВ/БВМ/У в строю та щонайменше 750 на зберіганні, переважно Т-80БВ і УД, деяка кількість Т-80У/УЄ-1.[48][49]
- Україна: до 2022 року ані Т-80У, ані Т-80УД на озброєнні в Україні не стояли, хоча останній виготовляли на експорт для Пакистану.[50] Захоплено щонайменше 51 танк родини Т-80У за даними Oryx.[39]

### Колишні оператори
- СРСР: 1990 року Договором про звичайні збройні сили в Європі було встановлено кількість наявних на захід від Уральських гір танків Т-80 — 4874 танки, з них 410 складали Т-80У та Т-80УД.[51] Після розпаду СРСР практично всі танки родини Т-80 опинились на території Росії.[52]

### Невдалі контракти
- Греція: 1998 року було проведено тендер, у якому брали участь американський M1 Abrams, німецький Leopard 2, французький Leclerc, британський Challenger 2, російський Т-80У та український Т-84.[53] Там танк визнали найпростішим щодо обслуговування, він показав гарні динамічні якості, однак влучність вогню виявилась незадовільною.[54] У тендері переміг Leopard 2.
- Швеція: 1993 Т-80У розглядали на випробуваннях, але надали перевагу Leopard 2A4.[18] Танк також знаний у Швеції як Hotstridsvagn VII (від швед. Hotstridsvagn VII — «Танк-загроза 7»).[55]

### Інші оператори
- Велика Британія: 1992 року Росія продала один танк як жест доброї волі.[18]
- КНР: існує інформація про придбання деякої кількості Т-80УК[41] для використання у власних розробках танків.[56]
- Марокко: існує інформація, що кілька танків наприкінці 1980-х придбано для випробування, а пізніше вони опинились у руках Великої Британії та США.[18]

### Кіпр

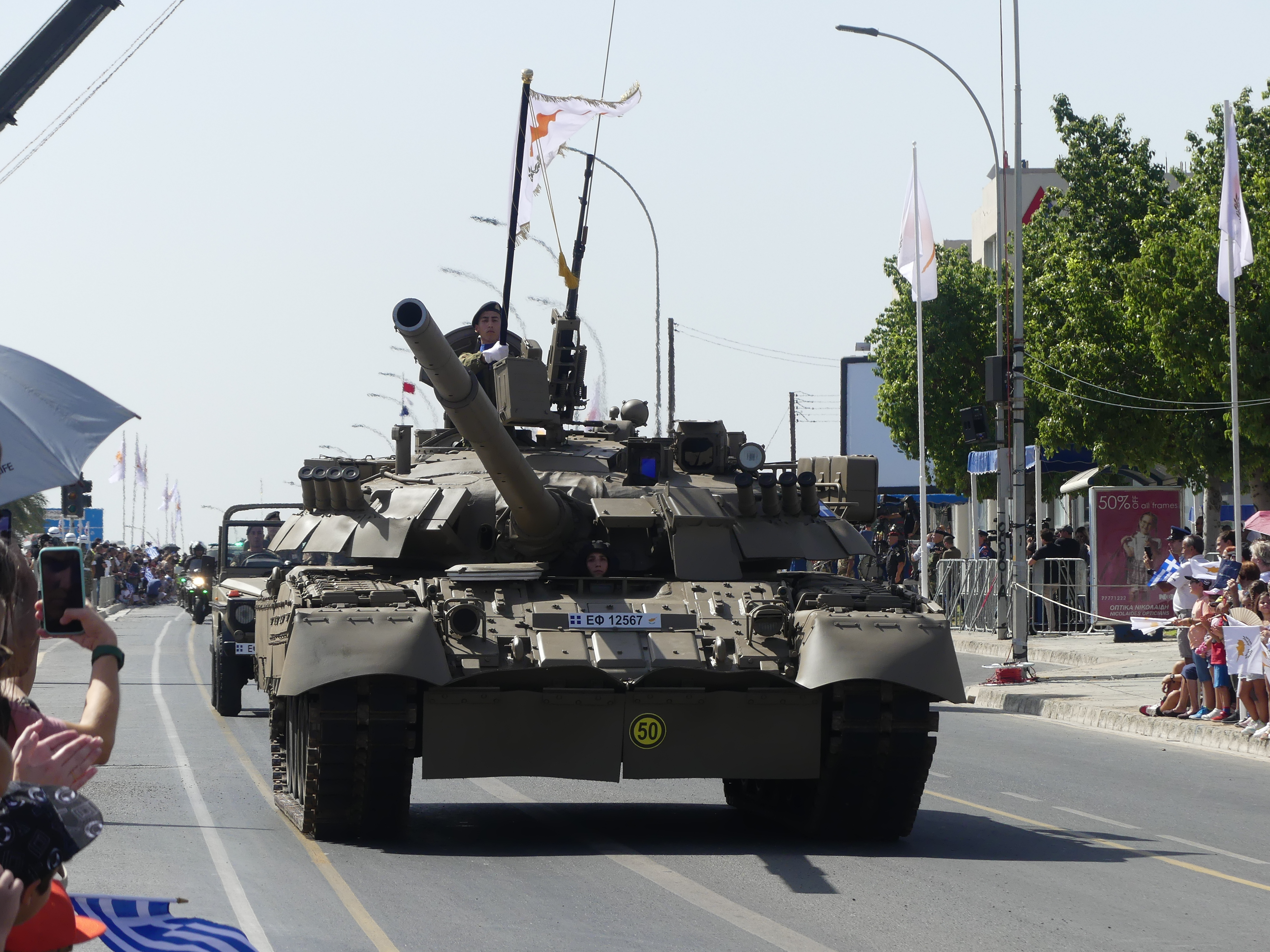
Кіпрський Т-80У на параді на честь День незалежності Кіпру

27 Т-80У та 14 Т-80УК було куплено в Росії за 174 млн доларів США; перші танки надійшли 1996 року. 2010 року Кіпр придбав за 115 млн доларів ще 41 Т-80У та 4 БРЕМ-80У; танки надійшли з запасів російської армії, тоді як БРЕМ виготовили з нуля. Станом на 2024 рік 82 танки в строю.
У квітні 2022 року на тлі російського вторгнення в Україну поширилась інформація про те, що США просили Кіпр передати Україні свої Т-80У (а також БМП-3, «Тор», С-300 й Мі-35), і що президент Кіпру сприйняв цю пропозицію схвально. Пізніше стало відомо, що Кіпр готовий віддати танки лише в обмін на грецькі Leopard 2, які могли б якнайшвидше їх замінити.
У червні 2023 року з'явилась інформація про потенційну купівлю Кіпром ізраїльських танків Merkava Mk 2 та Mk 3, у результаті чого кіпрські Т-80У могли б бути передані Україні. Після початку війни з Хамасом Ізраїль відмовився від продажу й повернув танки в стрій.

### Південна Корея

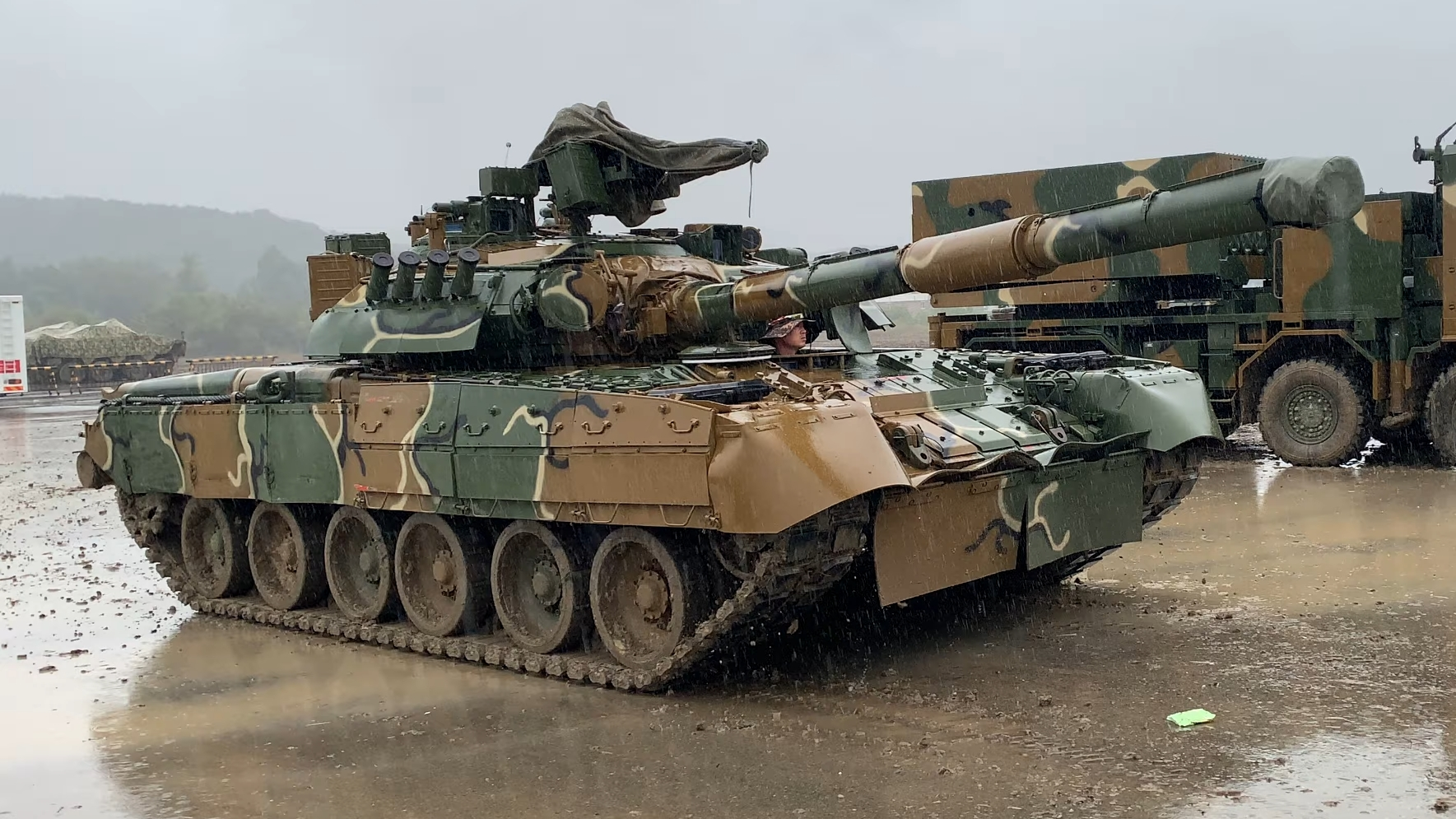
Південнокорейський Т-80У

Південна Корея отримала від Росії 80 Т-80У протягом 1995—2006 років у рахунок погашення частини державного боргу Радянського Союзу, вони надійшли на озброєння двох батальйонів 3-ї танкової бригади. До появи на озброєнні у 2014 році танків K2 Black Panther зі 120-мм гарматою, отримані від РФ Т-80У були найпотужнішими танками на озброєнні корейських збройних сил. Станом на 2024 рік 40 танків в строю.

## Оцінки
Т-80У став найкращим радянським танком, але це обійшлось дорого: Т-80У коштував 824 000 рублів проти 280 000 за Т-72Б (майже в три рази дорожче). При цьому дослідження ВНДІ «Трансмаш» показали, що бойова ефективність Т-80У переважала не настільки суттєво, а лише на 10 %.

## У культурі
- В ММО-грі War Thunder представлений Т-80У як танк VII рангу[63]. Також присутні Т-80УД, Т-80УМ2 та Т-80УК як преміумтанки VII рангу.
- В ММО-грі Armored Warfare представлені Т-80У та Т-80УМ-1[64].